# Wallabi Group
Wallabi Group är öar i Australien.   De ligger i delstaten Western Australia, i den västra delen av landet, 3 400 km väster om huvudstaden Canberra. Det är den nordligaste av de tre ögrupper som tillsammans utgör Houtman Abrolhos.
Wallabi består av tre ögrupper cirka 10x17 km och North Island på ett avstånd om 14 km.  På en av huvudöarna, Beacon Island strandade den holländska ostindiefararen Batavia år 1629.